# Al-Qari'ah
Al-Qari'ah (Il Frastuono) è la centounesima Sura del Corano, una sura meccana composta da 11 versetti. Questa sura tratta principalmente del Giorno del Giudizio e delle sue terribili conseguenze per coloro che sono trascurati delle proprie azioni durante la vita terrena.

## Contenuto
- Il Frastuono: La sura si apre con una descrizione del giorno in cui la terra sarà scossa da un terremoto, e l'umanità verrà sommersa dal terrore e dal panico a causa del giudizio imminente.
- La Bilancia delle Azioni: Viene descritto il bilanciamento delle azioni umane nel Giorno del Giudizio, in cui ogni azione sarà pesata con precisione e giustizia.
- Le Due Strade: Alla fine della sura, viene sottolineato che coloro il cui libro delle azioni verrà consegnato nella loro mano destra avranno una vita agevole nell'aldilà, mentre coloro il cui libro verrà consegnato nella loro mano sinistra affronteranno una vita difficile e dolorosa.

## Analisi
La Sura Al-Qari'ah è significativa perché richiama l'attenzione sull'importanza del Giorno del Giudizio e sulle sue conseguenze per l'umanità. Essa enfatizza la necessità per gli esseri umani di riflettere sulle proprie azioni durante la vita terrena e di prepararsi per il Giorno del Giudizio, quando ogni azione verrà valutata con giustizia divina. La sura serve quindi come un richiamo alla responsabilità individuale e alla consapevolezza delle conseguenze spirituali delle proprie azioni.